# Gerichtsbezirk Oberwart

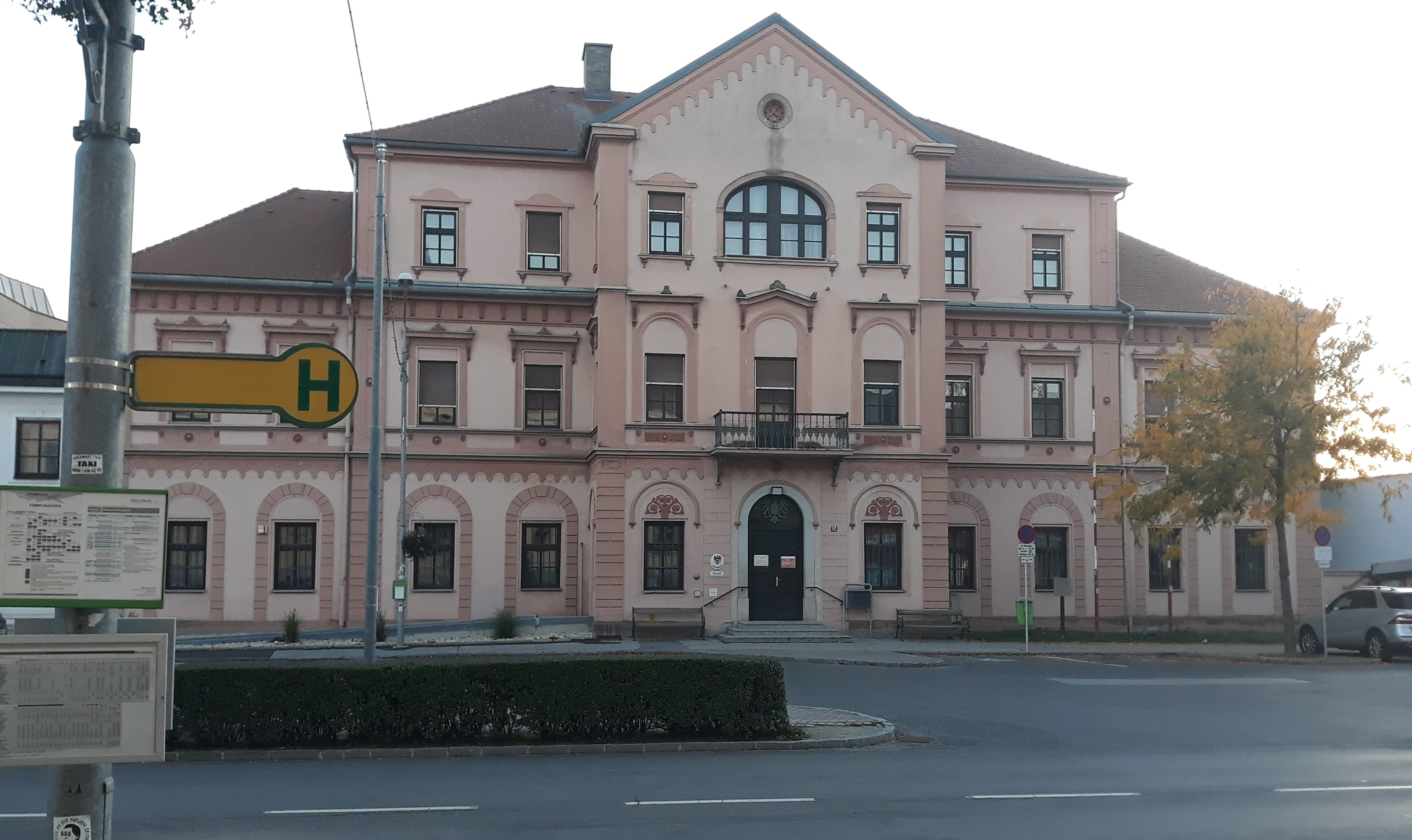
Bezirksgericht Oberwart

Der Gerichtsbezirk Oberwart ist einer von sechs Gerichtsbezirken im Burgenland und umfasst den gesamten Bezirk Oberwart. Der übergeordnete Gerichtshof ist das Landesgericht Eisenstadt.

## Gemeinden
Einwohnerzahlen in Klammern, Stand: 1. Jänner 2024

### Städte
- Oberwart (8.019)
- Pinkafeld (5.951)
- Stadtschlaining (2.012)

### Marktgemeinden
- Bernstein (2.140)
- Großpetersdorf (3.598)
- Kohfidisch (1.445)
- Litzelsdorf (1.145)
- Mariasdorf (1.129)
- Markt Allhau (1.943)
- Markt Neuhodis (670)
- Neustift an der Lafnitz (829)
- Oberschützen (2.487)
- Rechnitz (3.041)
- Riedlingsdorf (1.669)
- Rotenturm an der Pinka (1.425)
- Schandorf (329)
- Wolfau (1.528)

### Gemeinden
- Bad Tatzmannsdorf (1.655)
- Badersdorf (290)
- Deutsch Schützen-Eisenberg (1.061)
- Grafenschachen (1.234)
- Hannersdorf (737)
- Jabing (729)
- Kemeten (1.553)
- Loipersdorf-Kitzladen (1.368)
- Mischendorf (1.466)
- Oberdorf im Burgenland (984)
- Schachendorf (739)
- Unterkohlstätten (982)
- Unterwart (1.001)
- Weiden bei Rechnitz (813)
- Wiesfleck (1.207)